# Garras Amarelas
Garras Amarelas  (em inglês:  Across the Pacific) é um filme estadunidense de 1942 do gênero "aventura de espionagem", dirigido por John Huston e Vincent Sherman. Sherman assumiu quando Huston se alistou no Exército dos Estados Unidos (Corpo de Sinaleiros) para lutar na II Guerra Mundial.  As filmagens aconteceram durante a entrada dos EUA na Guerra.

## Sinopse
Em fins de 1941, o Capitão da Artilharia Rick Leland (Humphrey Bogart) é expulso do Exército Americano. Ele tenta se alistar no Exército Canadense mas é rejeitado quando descobrem sobre sua expulsão. Resolve então se tornar mercenário e embarca no barco japonês Genoa Maru que sai de Halifax e cruzará o Canal do Panamá. Rick diz que vai à China (para lutar no exército de Chiang Kai-shek).
Com a maioria dos passageiros japoneses, Rick se surpreende ao encontrar dois ocidentais entre eles: o Dr. Lorenz (Sydney Greenstreet)e a bela canadense Alberta Marlow (Mary Astor). O Dr. Lorenz se diz um professor de Sociologia que mora nas Filipinas, mas que admira secretamente a cultura japonesa e por isso é perseguido. Na verdade o professor é um sabotador a serviço dos japoneses, cuja missão é explodir as barragens do Canal do Panamá. Rick, por sua vez, se revela um espião americano que tenta descobrir os planos de Lorenz para impedi-lo. Mas Rick desconhece o papel de Alberta na trama, e isso o incomoda pois se apaixonara pela mulher.

## Elenco
- Humphrey Bogart…Rick Leland
- Mary Astor…Alberta Marlow
- Sydney Greenstreet…Dr. Lorenz
- Charles Halton…A.V. Smith
- Victor Sen Yung…Joe Totsuiko
- Roland Got…Sugi
- Lee Tung Foo…Sam Wing On, um amigo de Rick na Zona do Canal
- Frank Wilcox…Capitão Morrison
- Paul Stanton…Coronel Hart
- Lester Matthews…Major canadense
- John Hamilton…Presidente da Corte marcial
- Tom Stevenson
- Roland Drew…Capitão Harkness
- Monte Blue…Dan Morton
- Chester Gan…Capitão Higoto
- Richard Loo…Primeiro Oficial Miyuma
- Keye Luke…Atendente do Barco a Vapor
- Kam Tong…T. Oki, principe japonês que viajava incógnito, disfarçado de ajudante de Lorenz